# Suada Alakbarova
Suada Alakbarova (em azeri: Suada Ələkbərova, Bacu, 2001) é uma cantora azeri que representou o Azerbaijão no Festival Eurovisão da Canção Júnior 2012 com a canção "Girls and Boys (Dünya Sənindir)".